# Nicole-Reine Lepaute
Nicole-Reine de la Briere Lepaute (5 de enero de 1723-6 de diciembre de 1788), también conocida como Hartense Lepaute o Hortense Lepaute, fue una astrónoma francesa y matemática. Predijo la vuelta del cometa Halley, calculó el instante exacto de un eclipse solar y construyó un grupo de catálogos para las estrellas. También fue miembro de la Academia Científica de Béziers.

## Biografía
Nicole-Reine Lepaute nació en el Palacio de Luxemburgo, París, como la hija de Jean Etable, criada bajo el servicio de Louise Élisabeth d'Orléans. En 1749, contrajo matrimonio con Jean-André Lepaute, quien era un relojero real, un maestro artesano que diseñaba, fabricaba y reparaba los relojes de palacio, en la época de Luis XV. Nicole Lepaute construyó un reloj con una función astronómica en conjunto con su esposo. El reloj fue construido sobre su sugerencia, y ella también participó en su construcción; gracias a esto calculó las oscilaciones del péndulo por unidad de tiempo y en función de la longitud del mismo, el cual se publicó en el Tratado de Relojería (Traité d’Horlogerie). El reloj se presentó a la Academia Francesa de Ciencia en 1753, donde fue inspeccionado y aprobado por Jérôme Lalande. Lepaute era miembro de la academia. 
Jérôme Lalande y el matemático Alexis Clairault le recomendaron calcular la vuelta predicha del cometa Halley, así como calcular cómo la gravedad de Júpiter y Saturno influían en la trayectoria del cometa. Después de un trabajo exhaustivo e innumerables cálculos para determinar la posición diaria de la órbita del cometa Halley, Lepaute presentó, en noviembre de 1758, su conclusión de que el cometa llegaría el 13 de abril de 1759. Sus cálculos fueron casi correctos, ya que el cometa llegó el 13 de marzo de 1759. Clairault no reconoció su trabajo; en cambio, Jérôme Lalande reconoció su ayuda en un artículo.
En 1759, formaba otra vez parte del equipo de Jérôme Lalande y trabajó con él para calcular la efeméride del Tránsito de Venus. No fue un documento que se le atribuyó de forma personal, pero en 1761, ella fue reconocida como miembro honorario de la Academia distinguida Científica de Béziers. Lalande también colaboró con Lepaute durante quince años sobre la Academia de las guías anuales de la Ciencia para astrónomos y navegantes, y después de su muerte, escribió una breve biografía sobre sus contribuciones a la astronomía.
En 1762, Lepaute calculó el tiempo exacto de un eclipse solar que ocurrió el 1 de abril de 1764. Escribió un artículo en el cual dio un mapa del grado del eclipse en intervalos de quince minutos a través de Europa. El artículo “El conocimiento de los tiempos” fue publicado en la academia de ciencias, dirigida por Lalande.
Lepaute también creó un catálogos de las estrellas que eran útiles por el porvenir de astronomía. También calculó la efeméride del Sol, la Luna y los planetas para los años 1774-1784.
Fue considerada una de las mejores “computadoras astronómicas” de la época.
Nicole falleció en 1788, unos meses antes que su esposo.

## Eponimia
- El cráter lunar Lepaute lleva este nombre en su memoria.[2][6]
- El asteroide (7720) Lepaute también conmemora su nombre.[2]